# Oscar Rovito
Oscar Ricardo Rovito (Buenos Aires, 1940) es un actor argentino. Proveniente de una familia de actores, incursionó en cine, televisión, teatro y radio desde muy joven. Alcanzó la fama por el papel del hijo de Tarzán que protagonizaba en un programa muy popular de radio de Argentina, para luego actuar en varias películas. Estuvo casado con la actriz Bárbara Mujica y es un activo militante peronista.

## Primeros años
Como su padre estaba vinculado a la publicidad, participó de niño en algunos cortos publicitarios que protagonizaron los actores Malisa Zini y Héctor Coire. Cursó la escuela primaria, no alcanzó a terminar la secundaria. En 1952 fue elegido  a través de un concurso que bajo el lema "Buscando al Tarzanito argentino"  organizó la revista infantil Billiken y debutó profesionalmente en Radio Splendid en el programa Las aventuras de Tarzán, basado en el personaje creado por Edgar Rice Burroughs, que se transmitía desde 1950 con una gran audiencia.

## Carrera en el cine
Su actuación en dicho programa en el papel de “Tarzanito”, el hijo de Tarzán, le dio una rápida popularidad y originó que le llegaran ofertas para trabajar en cine primero y en televisión después. Debutó en la pantalla grande en El hijo del crack, dirigida por Leopoldo Torres Ríos y Leopoldo Torre Nilsson donde personificaba al hijo de Armando Bo. Luego siguieron El cura Lorenzo, dirigido por el mismo Bo, con Ángel Magaña y Tito Alonso, Edad difícil, donde conoce a la coprotagonista Bárbara Mujica  y Demasiado jóvenes, también con Bárbara Mujica y ya en noviazgo con ella. Actuó más adelante en otros filmes, el último de los cuales fue Aquellos años locos, de 1971. 
En televisión trabajó con Bárbara Mujica en los teleteatros "Amor a toda hora" y El amor tiene cara de mujer y actuó en el programa musical Copacabana. En teatro actuó en El violinista en el tejado, junto a Raúl Rossi. En 1976 la dictadura militar le prohibió actuar, permaneció en el país con otras actividades, entre ellas la de dibujante publicitario  en la época del Proceso, y desde entonces abandonó prácticamente la actuación salvo presentaciones esporádicas. Rovito también fue dirigente gremial en la Asociación Argentina de Actores, cofundador de la carrera de teatro de la Universidad de Lomas de Zamora, se desempeñó en el Centro de Formación Profesional del gobierno porteño, desde hace años tiene una activa militancia peronista y es autor de una marcha de la Juventud Peronista.
Estuvo casado con la actriz Bárbara Mujica, con quien tuvo dos hijos varones Pablo Luis y Horacio Gabriel Rovito.

## Filmografía
- Aquellos años locos (1971)
- Los muchachos de mi barrio (1970)
- Los que verán a Dios (1963)
- El rufián (1960) .... Raúl
- Demasiado jóvenes (1958) .... Luis
- Sin familia (1958)
- Edad difícil (1956) .... Luis Martínez
- El cura Lorenzo (1954)
- Siete gritos en el mar (1954)
- El hijo del crack (1953) .... Mario López

## Televisión
- El amor tiene cara de mujer (1964)
- Amor a toda hora (1961)